# Поход (филм)
Поход је југословенски играни филм из 1968. године. Режирао га је Ђорђе Кадијевић, а сценарио је написао Бранимир Тори Јанковић. Припада остварењима црног таласа.

## Радња
Прича говори о судбини човјека током Другог свјетског рата, чија је једина брига да сачува своје теле. У једном селу долазе немачке казнене експедиције које преживљавају само један сељак и његово теле. Свестан да му је само оно једино што је остало сељак се емотивно веже за теле и покушава да га спасе на све начине. Иако преживљавају рат, након ослобођења нове власти му одузимају теле. Због неуспешног покушаја спашавања сељака воде у затвор а теле убијају.

## Улоге
| Глумац              | Улога            |
| ------------------- | ---------------- |
| Слободан Перовић    | Сељак са телетом |
| Јанез Врховец       | Немачки официр   |
| Северин Бијелић     | Руски генерал    |
| Душан Јанићијевић   | Капетан          |
| Заим Музаферија     | Четник на стражи |
| Томанија Ђуричко    | Сељанка          |
| Растко Тадић        | Циганин          |
| Љубомир Ћипранић    | Шпекулант        |
| Иван Ђурђевић       |                  |
| Душан Ђурић         | Немачки официр   |
| Владислава Гојковић |                  |
| Бранко Петковић     |                  |
| Срђан Клечак        | Жарко            |
| Бранко Обрадовић    |                  |
| Јован Вуковић       |                  |
| Дамњан Клашња       | Немачки војник   |
| Љерка Драженовић    | Млада сељанка    |

## Културно добро
Југословенска кинотека је, у складу са својим овлашћењима на основу Закона о културним добрима, 28. децембра 2016. године прогласила сто српских играних филмова (1911-1999) за културно добро од великог значаја. На тој листи се налази и филм "Поход".